# ماریو بو
ماریو بو (انگلیسی: Mario Bò؛ ۴ دسامبر ۱۹۱۲ – ۴ دسامبر ۲۰۰۳) بازیکن فوتبال اهل ایتالیا بود.
از باشگاه‌هایی که در آن بازی کرده‌است می‌توان به باشگاه فوتبال جنوآ، باشگاه فوتبال اینتر میلان، باشگاه فوتبال یوونتوس، و باشگاه فوتبال تورینو اشاره کرد.